# Oddworld: Abe’s Exoddus
Oddworld: Abe’s Exoddus ist ein Jump ’n’ Run des US-amerikanischen Videospielentwicklers Oddworld Inhabitants und der zweite Titel der Oddworld-Reihe. Er wurde erstmals 1998 über den US-amerikanischen Publisher GT Interactive für PlayStation und Windows veröffentlicht. Das Spiel wurde 2000 unter dem Titel Oddworld: Adventures 2 für Game Boy adaptiert. Es folgten zudem mehrere Wiederveröffentlichungen auf weiteren Plattformen.

## Handlung
Die Handlung schließt übergangslos an den Abspann des Vorgängers an. Während der Feier anlässlich der Befreiung der Mudokons aus RuptureFarms ereilt Abe eine Vision, in der er von den Geistern toter Mudokons um Hilfe gebeten wird. Die Glukkons nutzen demnach zumeist blinde Mudokon-Sklaven, um in der alten Begräbnisstätte Necrum die Gebeine der Verstorbenen auszugraben und daraus Brühe herzustellen, das sogenannte SoulStorm Brew. Abes Ziel ist es, die Grabschändungen zu stoppen und die Brauerei stillzulegen. Dabei gilt es, 300 über das ganze Spiel verteilte gefangene Mudokons zu befreien. Je nachdem, wie viele davon befreit werden können, fällt die Abspannsequenz unterschiedlich aus. Entweder kommt Abe ums Leben oder ihm gelingt die Zerstörung der Brauerei.

## Spielprinzip
Abe’s Exoddus basiert auf demselben technischen Grundgerüst wie der Vorgänger und übernimmt dessen grundlegendes Spielprinzip, spielt sich demnach als Jump ’n’ Run mit Rätselelementen. Der Spieler steuert abermals die Spielfigur Abe in einer Sidescrolling-Perspektive vor zweidimensionalen, vorgerenderten Hintergründen per Gamecontroller bzw. Tastatur durch die Spielwelt. Im Vergleich zum Vorgänger wurden die GameSpeak-Funktionen und die Interaktion mit Abes Artgenossen erweitert. Diese besitzen nun unterschiedliche Gemütszustände, auf die Abe entsprechend eingehen muss, bevor sie seinen Anweisungen Folge leisten. Man kann sich auch nicht nur in die sogenannten Sligs "chanten" (die eigene Seele in die des gechanteten versetzen), sondern auch neuerdings in "Scrabs" und "Paramites". Ebenfalls hinzugekommen ist eine Schnellspeicherfunktion (QuikSave), mit der jederzeit ein Spielstand angelegt werden kann.

## Entwicklung
Abe’s Exoddus entstand auf Drängen des Publishers und damaligen Firmenteilhabers GT Interactive, der nach dem Erfolg des Vorgängers einen Nachfolger für Weihnachten 1998 wünschte. Innerhalb von neun Monaten wurde daher auf Basis der technischen Basis des Vorgängers und unter großem Druck eine Fortsetzung konzipiert, die jedoch nicht auf einem Konzept der ursprünglich geplanten fünfteiligen Reihe basierte, sondern als Ableger von Abe’s Oddysee gilt.

## Synchronisation
Die Synchronisation aus diesem Teil unterscheiden sich komplett von der aus dem Ersten, so wurde Abe im ersten Teil von Monty Arnold gesprochen, in Exoddus, aber leiht Robert Missler ihm die Stimme.
| Rolle               | Originalstimme | Deutsche Stimme   |
| ------------------- | -------------- | ----------------- |
| Abe                 | Lorne Lanning  | Robert Missler    |
| Sligs               | Lorne Lanning  | Robert Poerschke  |
| Brewmaster          | Lorne Lanning  | Kai Henrik Möller |
| Direktor Phleg      | Lorne Lanning  | Uli Pleßmann      |
| General Dripik      | Lorne Lanning  | Wulf Mey          |
| Vizepräsident Aslik | Lorne Lanning  | Stefan Brönneke   |
| Alf                 |                | Ingo Abel         |

Die Synchronfirma war Mackensen & Gensch Tonstudio, Dialogregie führten Antje Roosch und Jörg Mackensen.

## Rezeption
Die PlayStation-Fassung von Abe’s Exoddus erhielt durchgehend positive Bewertungen (GameRankings: 90,42 % / Metacritic: 88 von 100). Auch die PC-Fassung erhielt gute, im Durchschnitt jedoch niedrigere Wertungen (GameRankings: 86,75 %).

„Alle, die schon an Abe’s Oddysee ihre Freude hatten, können unbesorgt zugreifen, denn Exoddus bietet alle Vorteile des Prequels und noch mehr – wer sich beim Spielen nicht kranklacht, ist entweder ein Glukkon oder tot oder beides. Auch bislang unbedarfte Spieler sollten einen Blick riskieren, denn Abe’s Exoddus ist das bislang mit Abstand beste Non-Scrolling-Game – mit Zwerchfell-Stimulations-Garantie.“

“Just like Oddysee, the presentation in Exoddus is absolutely gorgeous. At its heart this game is still a Prince of Persia style platformer with some great innovations. It’s games like this that make me pray this genre won’t die out due to the more powerful hardware being released lately.”

„Genau wie Oddysee ist die Präsentation in Exoddus absolut wunderschön. Im Herzen ist das Spiel immer noch ein Jump ’n’ Run im Stil von Prince of Persia, mit einigen großartigen Innovationen. Es sind Spiele wie dieses, wegen denen ich bete, dass das Genre nicht aufgrund der zuletzt veröffentlichten, leistungsfähigeren Hardware aussterben wird.“

## Marketing
Oddworld Inhabitants und GT Interactive reichten anlässlich der Oscar-Nominierungen 1999 einen knapp 15-minütigen Animationsfilm mit dem Titel Oddworld: Abe’s Exoddus: The Movie ein. Er setzt sich aus Zwischensequenzen des Spiels und einigen speziell für den Film entworfenen Szenen zusammen. Es ist der erste Computerspiel-Film, der als möglicher Kandidat für die Oscar-Nominierungen eingereicht wurde. Er wurde vom 27. bis zum 29. Oktober 1998 in den Laemmle Theaters in Los Angeles aufgeführt.
Am 16. November 1998 veröffentlichte das deutsche Elektropop- und Dancemusic-Projekt Music Instructor das Musikstück Music Instructor feat. Abe – Get freaky, in dem auch eine kurze Gesangseinlage der Spielfigur zu hören ist. Abe tritt zudem im dazugehörigen Videoclip auf, der in der Oddworld-Spielwelt angesiedelt ist. Die Single stieg am 5. Januar 1999 auf Platz 5 der deutschen Singlecharts ein und erhielt eine Platinauszeichnung des Bundesverband Musikindustrie. Auch in Österreich und der Schweiz erreicht das Lied Chartplatzierungen.

## Nachfolgeprojekte

### Oddworld: Adventures 2
Oddworld: Adventures 2 stammt wie der Vorgängertitel Oddworld: Adventures vom US-amerikanischen Entwicklungsstudio Saffire. Es handelt sich um eine für den Game Boy Color adaptierte Version von Abe’s Exoddus, die jedoch an die geringere Leistung der Handheld-Spielkonsole angepasst und inhaltlich verändert wurde. Sie wurde am 19. Januar 2000 veröffentlicht.

### Oddworld: Munch’s Oddysee
Der eigentlich geplante Nachfolger zu Abe’s Oddysee erschien schließlich 2001, erstmals in einer Echtzeit-3D-Umgebung. Ursprünglich für die PlayStation 2 geplant, wechselte Oddworld Inhabitants im Verlauf der Entwicklungsarbeiten auf Microsofts Xbox, wo das Spiel als Launchtitel zum Verkaufsstart der Konsole auf den Markt kam. Neben Abe wird mit Munch eine neue Hauptfigur eingeführt, der in Teamarbeit mit Abe die letzten Eier seiner vom Aussterben bedrohten Spezies aus den Händen der Glukkons befreien muss.